# کولمانت (ایندیانا)
کولمانت (به انگلیسی: Coalmont) یک منطقهٔ مسکونی در ایالات متحده آمریکا است که در شهرستان کلی، ایندیانا واقع شده‌است. کولمانت ۳٫۹ کیلومتر مربع مساحت و ۴۰۲ نفر جمعیت دارد و ۱۹۲٫۰۳ متر بالاتر از سطح دریا واقع شده‌است.